# Laxton’s Early Crimson
Laxton’s Early Crimson ist eine Sorte des Kulturapfels (Malus domestica). Der Apfel wurde 1908 von der Baumschule Laxton Brothers im englischen Bedfordshire gezüchtet. Elternsorten sind Worcester Pearmain x Gladstone.

## Beschreibung
Die mittelgroßen Äpfel von Laxton’s Early Crimson haben eine Grundfarbe aus hellem grünlichen Gelb, das zu mindestens zwei Dritteln von einem vollen Purpurrot überdeckt wird. Auf der Schattenseite ist die Deckfarbe leicht marmoriert. Die purpurnen Lentizellen sind nur auf den gelblich gefärbten Teilen des Apfels erkennbar. Das Fruchtfleisch ist weiß.
Laxton’s Early Crimson ist ein Tafelapfel. Die Früchte sind süß mit nur wenig Säure und eher trocken. Die Äpfel halten allerdings nur wenige Tage lang ihr volles Aroma. Der Apfel hat seinen Bauch in der Nähe des Stiels. Die deutlich ausgeprägten Rippen enden am Kelch in einem deutlichen Kamm. Der lange Stiel ist dünn bis mitteldick (etwa 17 bis 21 Millimeter).
Der Baum wächst schwach bis mäßig. Die Früchte entstehen an Kurztrieben wie auch an den Spitzen der Langtriebe.

## Anbau und Zucht
Laxton’s Early Crimson blüht in Europa Mitte Mai. Laxton’s Early Crimson ist, wie der Name schon andeutet, ein Sommerapfel, der von Mitte Juli bis Anfang August genussreif ist. Ein Nachfahr ist Merton Knave (Laxton’s Early Crimson x Epicure).